# Tampichthys dichromus
Tampichthys dichromus és una espècie de peix cipriniforme de la família dels ciprínids que es troba a Mèxic.